# Маневичі (станція)
Мане́вичі — проміжна залізнична станція Рівненської дирекції Львівської залізниці на неелектрифікованій лінії Сарни — Ковель між станціями Чорторийськ (21 км) та Троянівка (14 км). Розташована в селищі Маневичі Камінь-Каширського району Волинської області.

## Історія
Станція відкрита 1902 року, одночасно з відкриттям руху поїздів на залізничній лінії Київ — Ковель. Збереглася старовинна будівля вокзалу, що зведена у 1905 році (має статус пам'ятки архітектури місцевого значення). Будівля вокзалу є дещо подібною до вокзалів на станціях Буча, Малин, Чоповичі, Поворськ, Троянівка, Олевськ та інші на лінії Київ — Ковель.

## Пасажирське сполучення
На станції Маневичі зупиняються приміські поїзди сполученням Сарни — Ковель (1 пара) та єдиний нічний швидкий поїзд № 113/114 сполученням Харків — Львів.

## Галерея

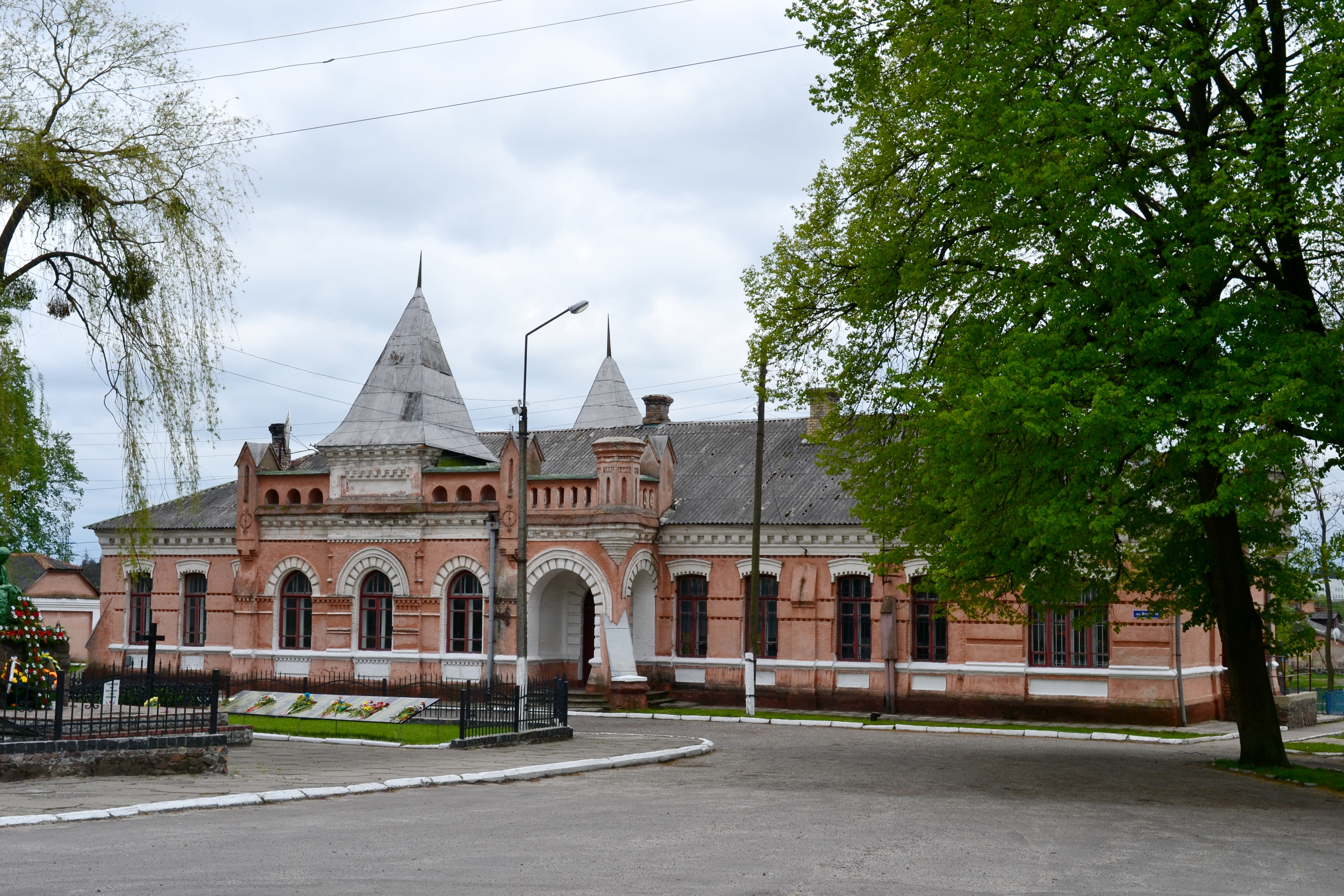
Вокзал станції Маневичі
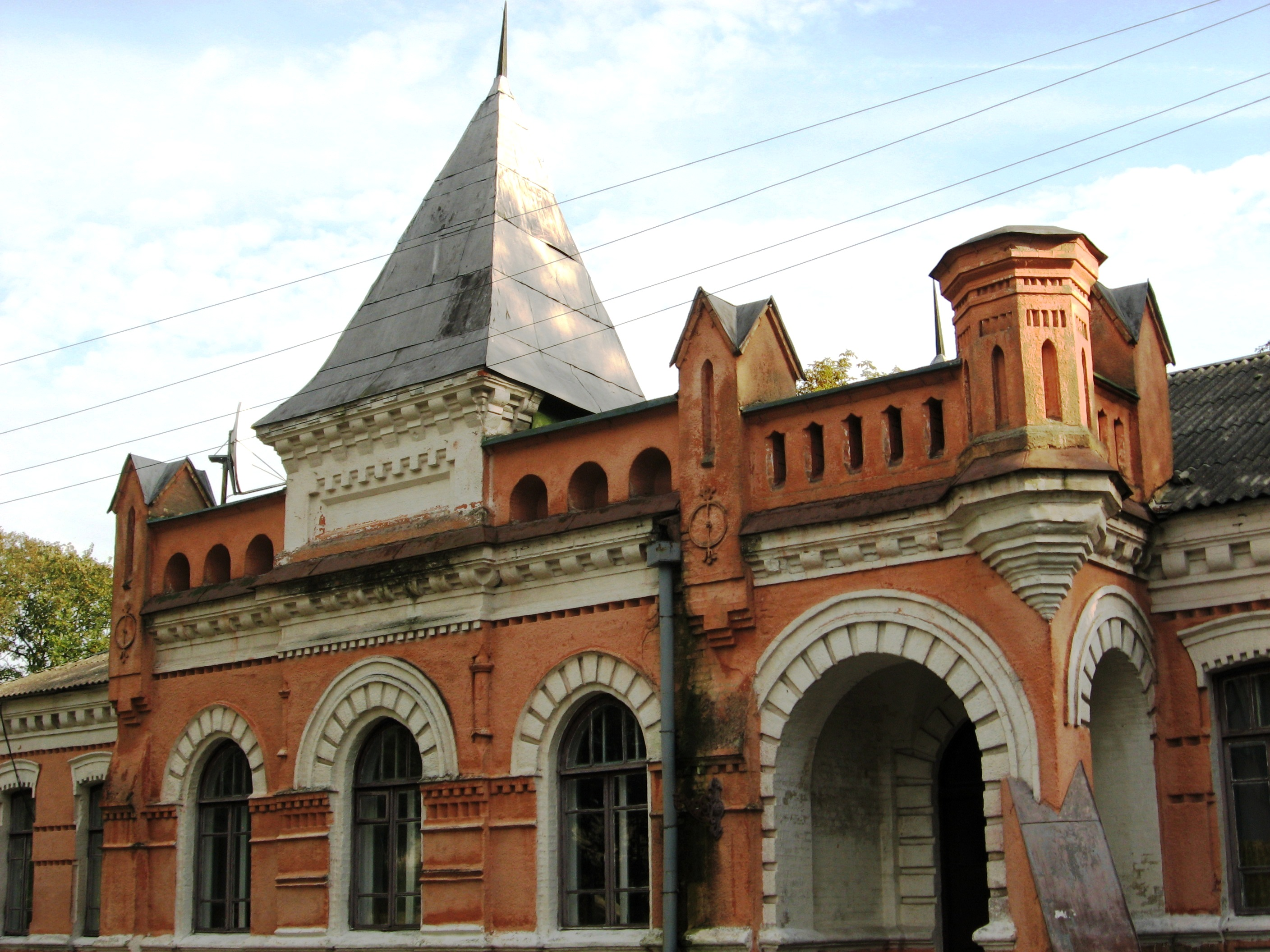
Залізничний вокзал
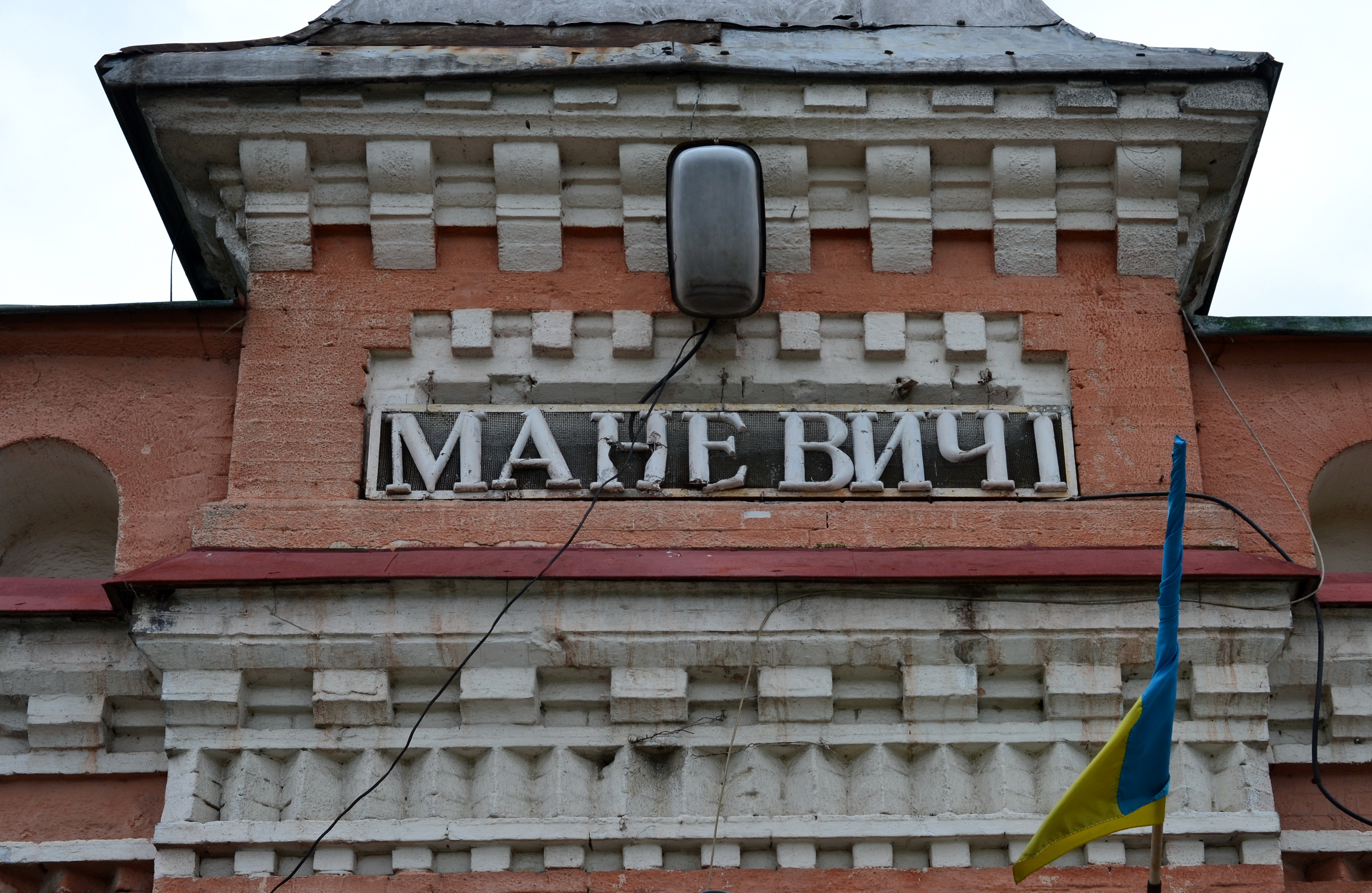
Назва станції
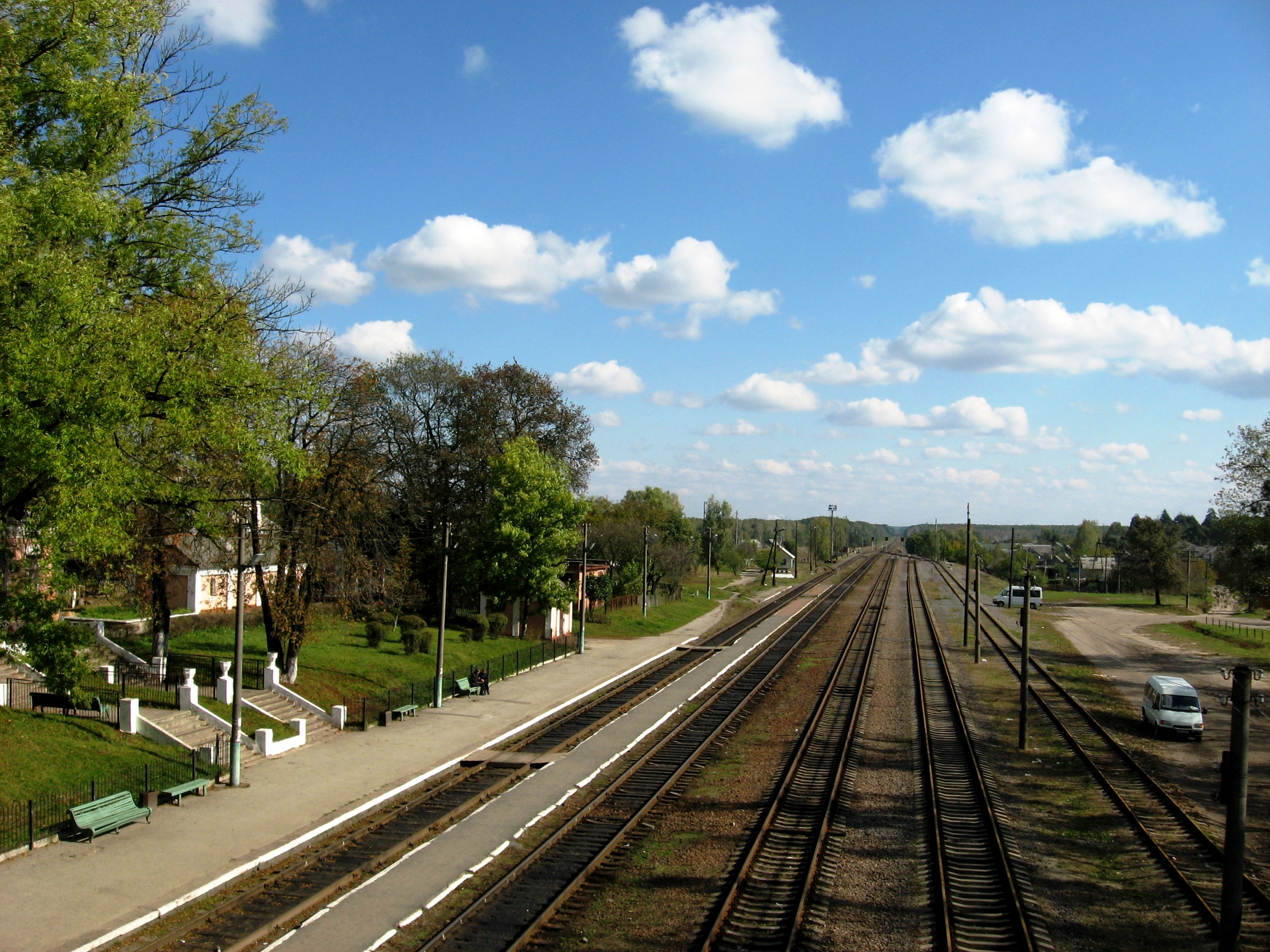
Краєвид станції
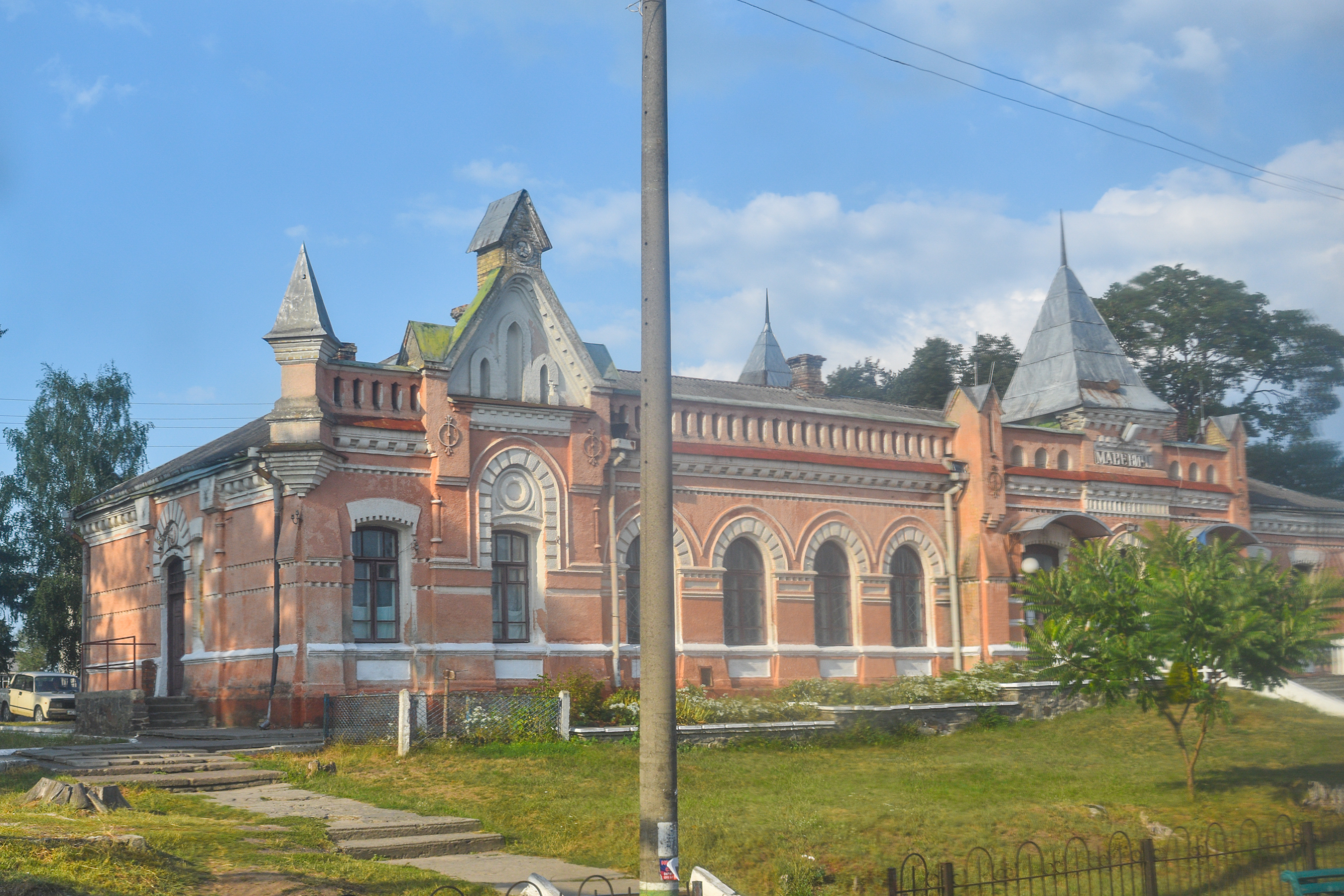
Залізничний вокзал